# 久保田城
久保田城（いいだじょう）是一座位於日本秋田縣秋田市，古時位處出羽國（羽後國）秋田郡的城。在江戶時代是久保田藩之藩廳所在地。日本100名城之一。

## 概要

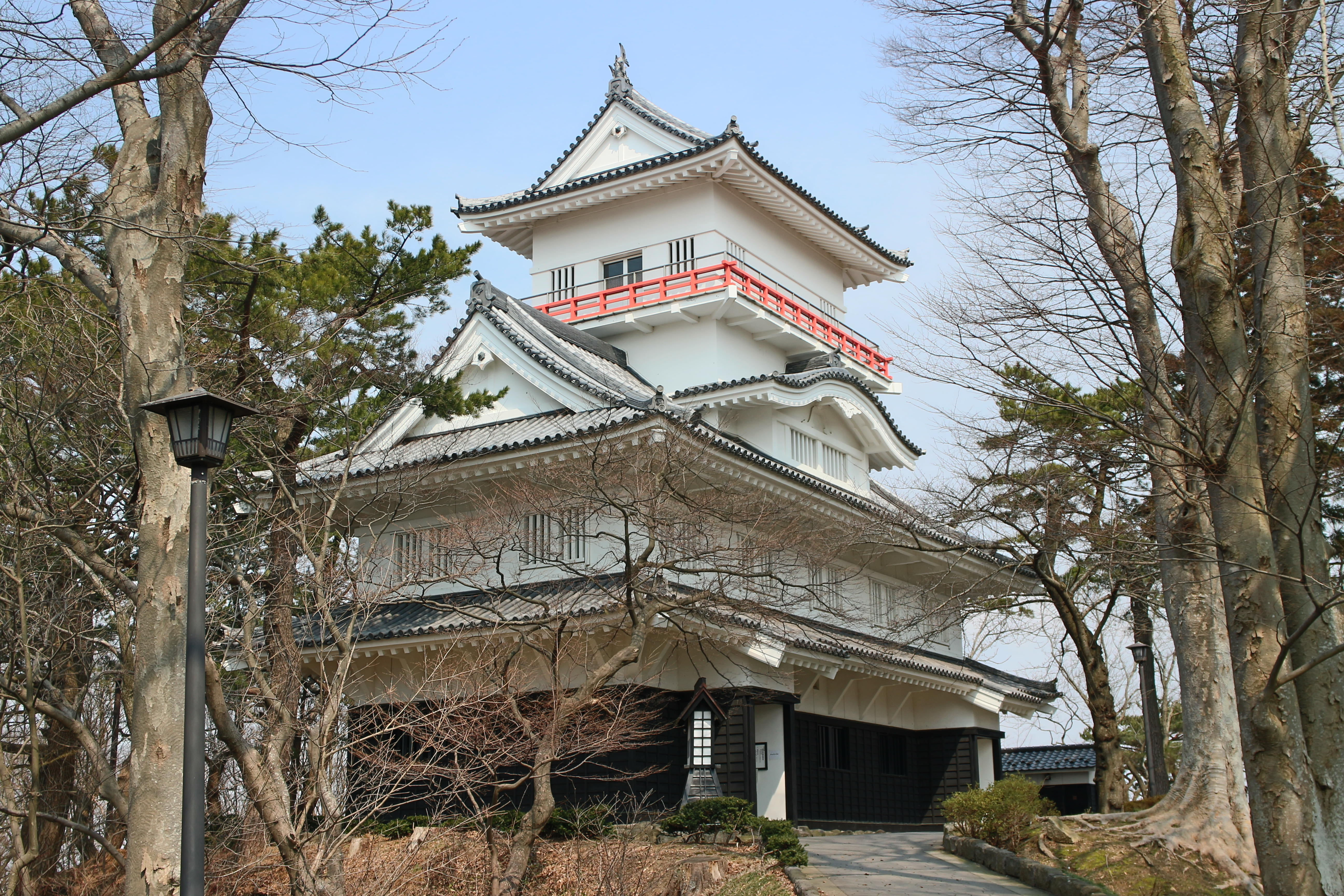
本丸御隅櫓

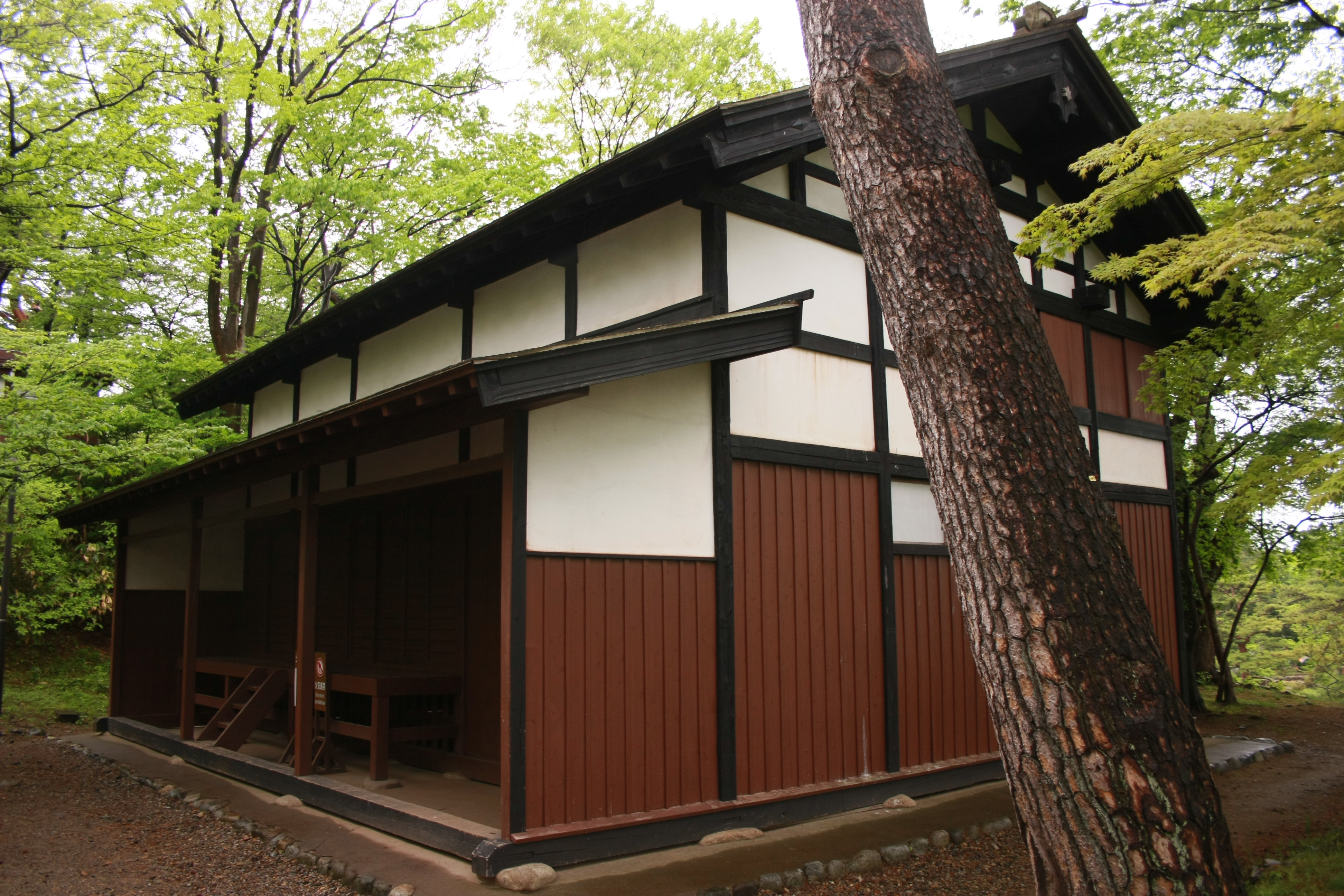
御物頭御番所

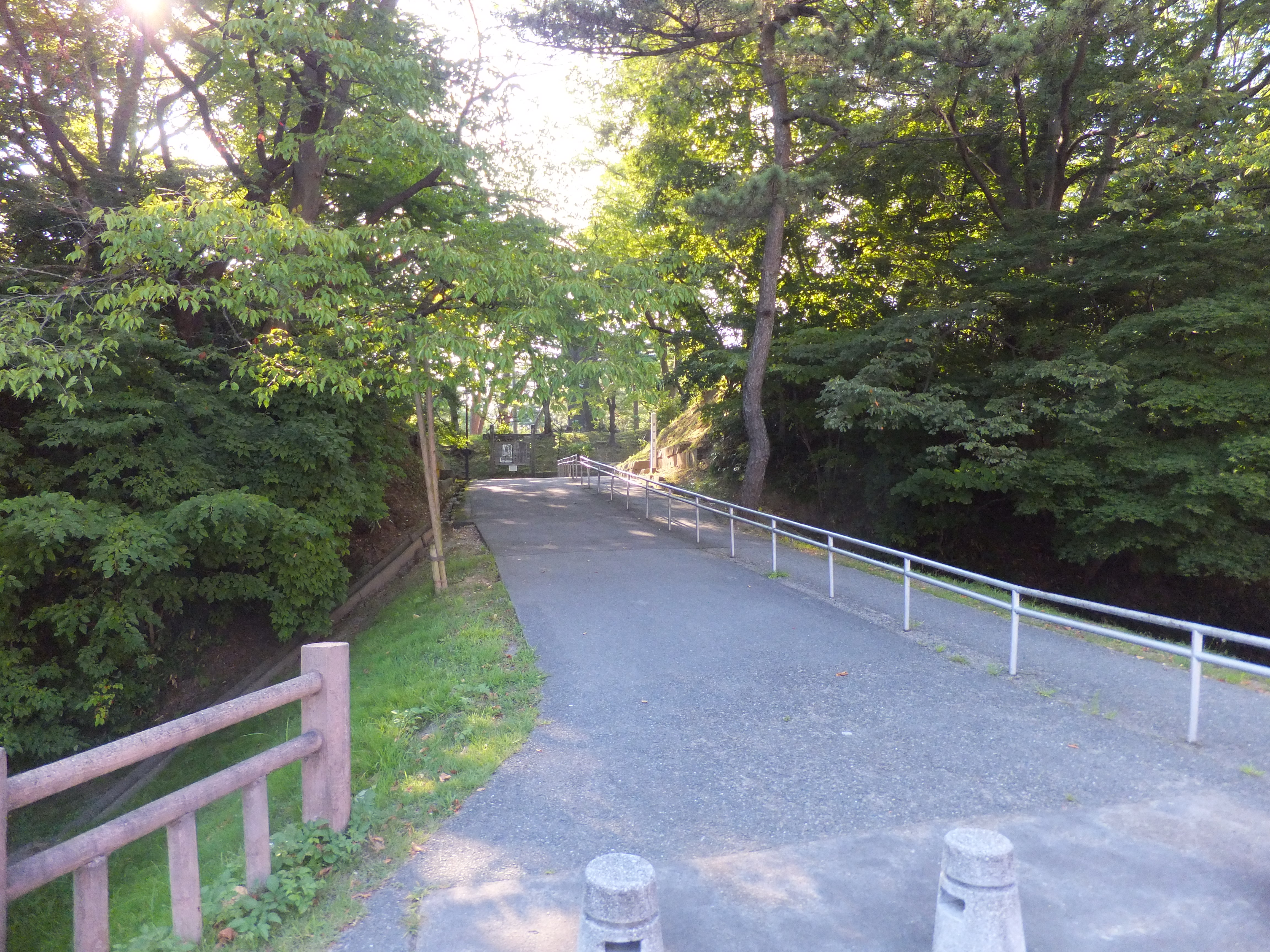
二之丸黑門跡

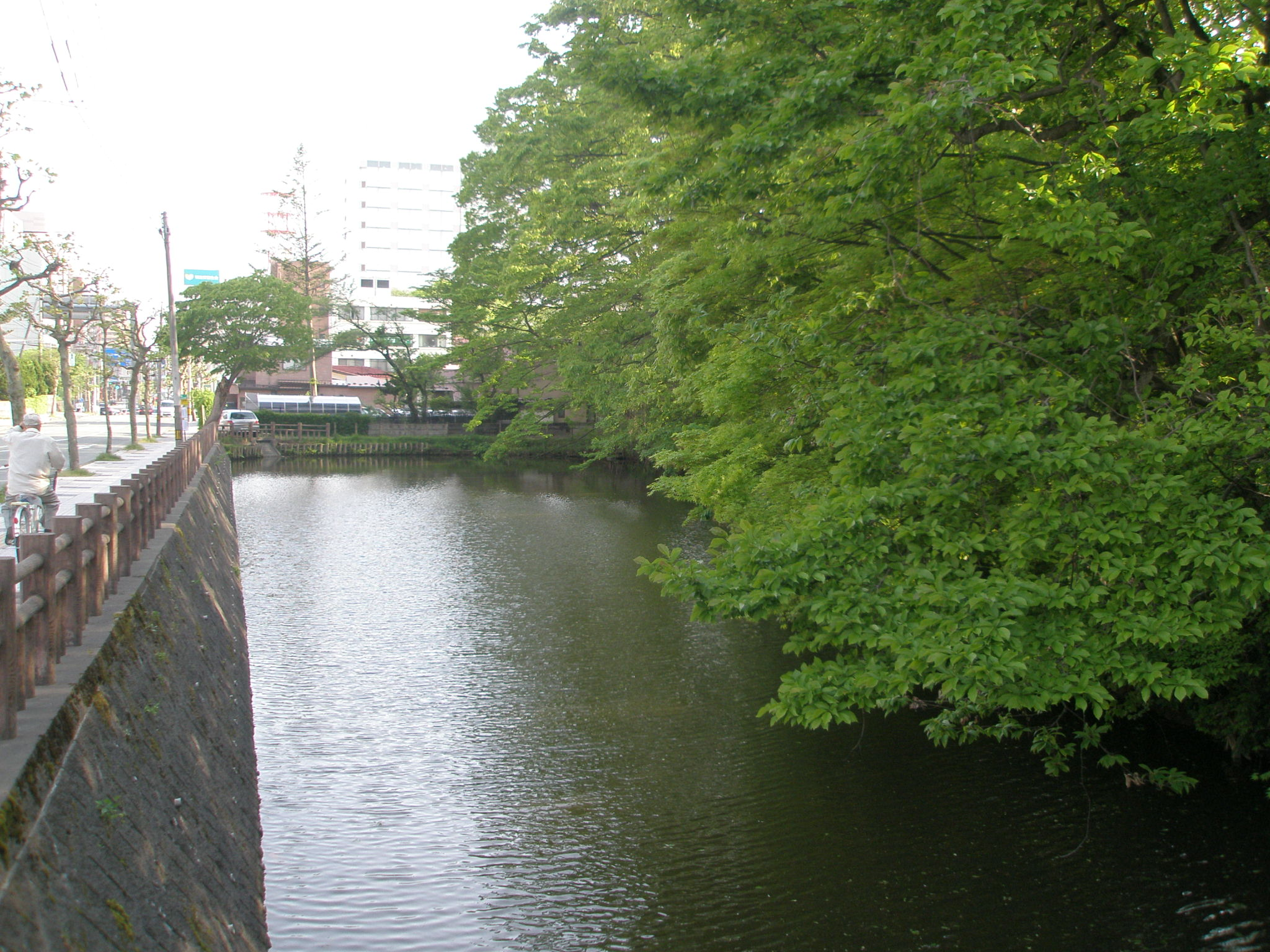
二之丸黑門之堀

久保田城為佐竹氏的居城，別名為窪田城、矢留城、葛根城，另外因領地關係，從江戶時代後期至明治時期的公文上被稱作秋田城，但與出羽國國府秋田城不同。城址於雄物川支流旭川左岸，海拔40米高的神明山上的平山城。城中並無天守存在，而是以「御出書院」為名的櫓代替，建築物基底先使用石垣，再以土壘堆疊而成。
明治13年（1880年），城內的大多數建築物因一場大火燒毀，唯一未被火災燒毀的為御物頭御番所
。
後來位於本丸的御隅櫓

與表門再建。現在本丸和二之丸部分區域整備成千秋公園，而三之丸則被圖書館、美術館和醫療機關等使用，御殿處為秋田縣知事官邸。

## 歷史

### 江戶時代

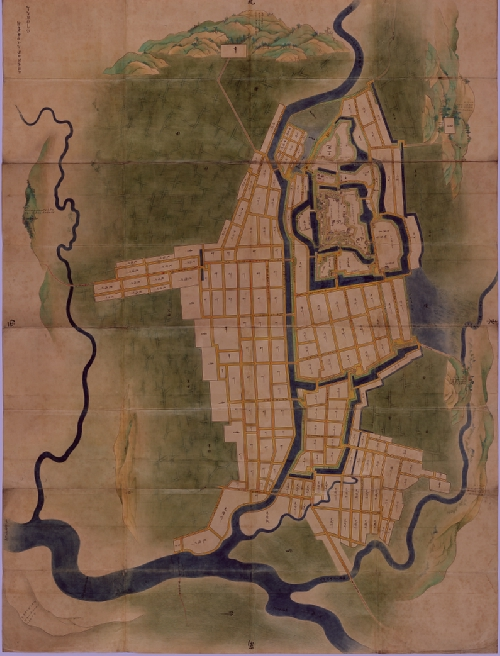
古繪圖 1644年

慶長7年（1602年）9月17日，佐竹義宣由常陸國茨城郡移封至出羽國秋田郡，並擔任久保田初代藩主。當時藩城一開始選擇曾為秋田氏之居城的湊城，但因湊城為平城較難防衛，且對本來領有54萬石的佐竹氏來說，湊城的規模難以容下家臣團之住居，因此決定在久保田的神明山建造久保田城。同9年（1604年）8月28日，久保田城本丸竣工，佐竹氏正式將居城移師至該城。
元和元年（1615年），德川幕府發布一國一城令，支城——檜山城、湯澤城、角館城、十二所城遭廢城
，
而橫手城和大館城被保留。

### 近代
明治2年（1869年）7月25日，因版籍奉還的關係，久保田城由兵部省（後為陸軍省）管轄。同4年（1871年）8月29日，政府發布廢藩置縣，隔年本丸被選為秋田縣廳廳址（後已搬離）。同23年（1890年），陸軍省轉讓於佐竹氏管理，昭和59年（1890年），佐竹氏將14.6公頃的公園用地捐贈給秋田市。
平成年間，本丸御隅櫓和本丸表門分別在元年（1989年）和13年（2001年）興建完成。18年（2006年）時被選為日本100名城（9號）。30年（2018年），秋田市擬定「千秋公園再整備基本計畫」

，其中一項目為在大手門堀上建造一條觀賞荷花之步道，此計畫決定在令和4年（2022年）開始執行，並在隔年開放給遊客使用

。

## 歷代城主
| 就任期間   | 氏族   | 城主     |
| ---------- | ------ | -------- |
| 1602～1633 | 佐竹氏 | 佐竹義宣 |
| 1633～1672 | 佐竹氏 | 佐竹義隆 |
| 1672～1703 | 佐竹氏 | 佐竹義處 |
| 1703～1715 | 佐竹氏 | 佐竹義格 |
| 1715～1749 | 佐竹氏 | 佐竹義峯 |
| 1749～1753 | 佐竹氏 | 佐竹義真 |
| 1753～1758 | 佐竹氏 | 佐竹義明 |
| 1758～1785 | 佐竹氏 | 佐竹義敦 |
| 1785～1815 | 佐竹氏 | 佐竹義和 |
| 1815～1846 | 佐竹氏 | 佐竹義厚 |
| 1846～1857 | 佐竹氏 | 佐竹義睦 |
| 1857～1869 | 佐竹氏 | 佐竹義堯 |

## 交通方式
電車
- 由JR東日本秋田新幹線、羽越本線、奧羽本線的秋田站下車後，徒步約走15分。

汽車
- 由秋田自動車道秋田中央交流道下交流道後，行駛約15分。

## 備註

### 註解
1. ↑  建築年份推估是從日本8年（1758年）至安永7年（1778年），後被秋田市指定為有形文化財。
2. ↑  本為兩層樓的櫓，後在興建時追加望樓風觀景台，形成三層四階型式的模擬櫓。

### 資料來源
1. ↑  .   [2022-05-22]. （原始内容存档于2022-08-10）.
2. ↑   (PDF).   [2022-05-29]. （原始内容存档 (PDF)于2022-05-29）.
3. ↑  .   [2022-05-29]. （原始内容存档于2021-12-21）.
4. ↑   (PDF).   [2022-05-29]. （原始内容存档 (PDF)于2022-05-29）.

## 外部連結
- 千秋公園 （页面存档备份，存于） - 秋田市役所
- 久保田城 （页面存档备份，存于） - kotobank